# Mohamed Farouk
Mohamed Farouk (in arabo محمد فاروق‎?; Il Cairo, 10 settembre 1978) è un ex calciatore egiziano, di ruolo attaccante.

## Carriera

### Club
Ha giocato nel campionato egiziano e turco.

### Nazionale
Con la maglia della Nazionale egiziana ha collezionato 15 presenze in due anni di militanza.